# Obernfeld
Obernfeld ist eine Gemeinde im Landkreis Göttingen in Niedersachsen.

## Geografie

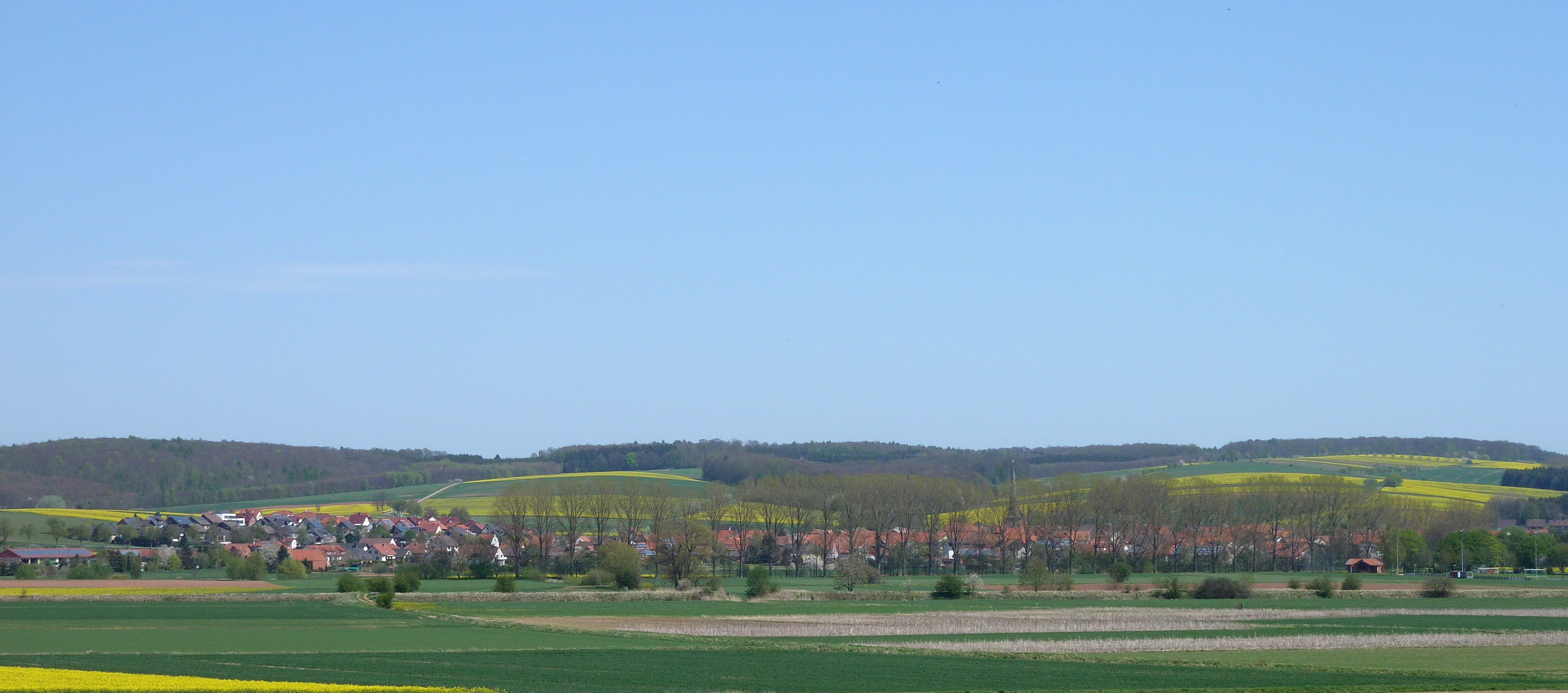
Obernfeld und die Hellberge von Westen

### Geografische Lage
Obernfeld liegt im Untereichsfeld an der Hahle. Die Gemeinde gehört der Samtgemeinde Gieboldehausen an, die ihren Verwaltungssitz in dem Flecken Gieboldehausen hat.

### Einwohnerentwicklung
Entwicklung der Einwohnerzahl (ab 1821):
- 1821 – 0591
- 1939 – 0778
- 1973 – 0963
- 1986 – 0915
- 1996 – 1006
- 2001 – 1027
- 2004 – 1001
- 2010 – 0987
- 2015 – 0951

## Geschichte
Die Entstehung des Ortes Obernfeld fällt wohl in die Zeit um 800. Damals entwickelte sich das Dorf in der Siedlungsform eines Haufendorfes mit Kern. Die älteste urkundliche Erwähnung fällt dagegen in die Jahre 1184–1203, als die Äbtissin Agnes II. von Quedlinburg dem Stift, durch Veräußerung und Verpfändung abhandengekommene Güter, wieder zurückkaufte. Wahrscheinlich gehörte Obernfeld auch zu jenen Orten, die Otto I. 947 dem Stift Quedlinburg verlieh. Knapp dreihundert Jahre später belehnte der Stift mit diesen Gütern 1236 Landgraf Heinrich Raspe von Thüringen und nach dessen Tod 1247 die Braunschweiger Herzöge. Im Jahr 1320 erhielt Obernfeld die niedere Gerichtsbarkeit mit Ausnahme der Halsgerichtsbarkeit von Herzog Heinrich ausgestellt. 1364 zählte Obernfeld erstmals zum Amt Gieboldehausen, mit diesem ging es bereits 1342 aus dem Besitz der Braunschweiger Herzöge in die Herrschaft von Kurmainz über. Mit der Zugehörigkeit zum Amt Gieboldehausen war Obernfeld zudem eine der vier Gerichtsorte des Amtes, in welchem dreimal im Jahr Hochgericht abgehalten wurde.
Ab Mitte des 15. Jahrhunderts entstanden zunehmend Auseinandersetzungen zwischen der Gemeinde Obernfeld und der Stadt Duderstadt, so ging es beispielsweise um die 1430er Jahre um einen Streit wegen angeblicher Gerechtigkeiten der Obernfelder über die Felder und Waldgebiete von Breitenberg. Dieser Streit gipfelte unter anderem darin, dass die Duderstädter, von den Oberfeldern vorm Gericht Bernshausen verklagt und selbiges, mit 90 Pferden, auseinandersprengten. Mittels des Duderstädter Stadtgerichts erklärten sie die Oberfelder in die Acht und verboten ihnen den Zugang zu ihrer Stadt. Dieser Streit wurde am 5. Oktober 1445 in Bernshausen geschlichtet, Das Ergebnis war, dass Obernfeld anerkennen musste, dass es kein Recht zur Viehtrift oder sonstige Rechte an den Feldern und Wäldern Breitenbergs, sowie im Kreuztal hatte. Es musste Abbitte an Duderstadt leisten und eine Mark an Buße zahlen. Nur knapp 60 Jahre später kam es zu einem weiteren Streit, als die Obernfelder im Hübental Holz schlugen und es, gegen die Erlaubnis Duderstadts, welches im Besitz des Forstes war, abfuhren. Durch die Dörfer Hilkerode, Breitenberg, Mingerode, Westerode, Tiftlingerode und Gerblingerode ließ die Stadt das ganze Hübental daraufhin abholzen. Die Obernfelder verklagten die Dörfer beim Landgericht vor dem Westertor, der Protest Duderstadt blieb zunächst ohne Erfolg. Erst knapp 80 Jahre später, am 12. Mai 1576 entschied das Hofgericht zu Mainz dahingehend, dass beide Parteien die Holznutzung erlaubt sein soll. Die Klage Obernfelds, dass sie, durch Pfändungen an Duderstadt faktisch am Mitgebrauch des Forstes gehindert wurde, wurde vom Hofgericht stattgegeben. Duderstadt musste Obernfeld eine Strafe von 100 rheinischen Gulden zahlen, von denen die eine Hälfte in die kurfürstliche Kasse, die andere Hälfte in das Gemeinwesen Obernfelds ging.
Zur Mitte des 16. Jahrhunderts war der Großteil der Einwohner protestantisch, kehrten jedoch zu Beginn des 17. Jahrhunderts wieder zum katholischen Glauben zurück. Auslöser für diese Umkehr war die, von den Jesuiten forcierte Gegenreformation. Im Rahmen des Dreißigjährigen Krieges überfielen die Truppen des Herzogs Christian von Braunschweig 1626 die Dörfer des unteren Eichsfeldes, wozu auch Obernfeld zählte. Das Dorf wurde zerstört und eingeäschert, nach dem Verlust ihrer gesamten Habe bauten jedoch die Obernfelder die Kirche ihres Dorfes, drei Jahre nach der Zerstörung 1629 wieder auf. 20 Jahre nach Beendigung des Dreißigjährigen Krieges wurde der Dorfkrug errichtet. Weitere schwere Schläge ereilten dem Dorf im 15. 16. und 17. Jahrhundert, als mehrmals die Pest wütete, so wurden beispielsweise bei dem Pestzug des Jahres 1450 knapp die Hälfte aller Obernfelder Opfer des Schwarzen Todes. Innerhalb des Siebenjährigen Krieges wurde der Ort, ungleich den anderen örtlichen Dörfern, zwar nicht niedergebrannt, hatte jedoch mit Krankheiten, wie dem Hungertyphus zu kämpfen.
Nach einem Lagerbuch von 1717 hatte das Dorf 79 volle Herdstellen und 9 Anbauernstellen und nochmals 9 Häuser außerhalb des Dorfkernes mit geschätzt ca. 500 Bewohnern. In früheren Zeiten waren es 58 Herdstätten (1551) und 64 Herdstätten (1599).
Mit Beginn des 19. Jahrhunderts wechselte die Herrschaft über Obernfeld in den Folgejahren häufig. So zählte es von 1802 bis 1806 zu Preußen, von 1807 bis 1813 dann zum Königreich Westphalen seit 1816 zum Königreich Hannover. 1866 schließlich fiel es wieder unter die preußische Herrschaft unter der es, bis zur Mitte des 20. Jahrhunderts, verblieb. Von 1971 ab gehört Obernfeld der Samtgemeinde Gieboldehausen an und wurde 1973 an den Landkreis Göttingen angeschlossen.

## Politik

### Gemeinderat
Der Gemeinderat in Obernfeld setzt sich aus neun Ratsfrauen und Ratsherren zusammen, einschließlich des nebenamtlichen Bürgermeisters.
|      | CDU | Gesamt  |
| 2011 | 9   | 9 Sitze |
| 2016 | 9   | 9 Sitze |
| 2021 | 9   | 9 Sitze |

(Stand: Kommunalwahl am 12. September 2021)

### Bürgermeister
Der ehrenamtliche Bürgermeister ist seit 2011 Karl-Bernd Wüstefeld (CDU).

### Wappen
Die Wappenbeschreibung lautet: In Blau über rotem Silberfuß ein schreitender, rot bezungter und rot bewehrter goldener Löwe mit erhobener rechter Vorderpranke; im Schildfuß eine an den 4 Enden zugespitzte silberne Kreuzblume.

## Kultur und Sehenswürdigkeiten

### Heimatmuseum Obernfeld
Die Geschichte des Obernfelder Heimatmuseums reicht bis in das Jahr 1937 zurück, als der damalige Hauptlehrer des Ortes Franz Kurth (1902–1995) mit dem Sammeln von ausgedienten land- und hauswirtschaftlichen Geräten begann. Die Sammlung, welche bald schon ein beträgliches Ausmaß annahm, wurde zunächst in den Kellerräumen der Obernfelder Schule gelagert, wo sie für die Schulkinder und interessierte Besucher offenstand. Im Jahre 1984 verlagerte man die Sammlung, als zu der Zeit zwei gemeindeeigene Wohnungen frei wurden, in die neuen Räume. Gleichzeitig begann man die einzelnen Stücke wissenschaftlich zu bearbeiten und an eine Ausstellungskonzeption zu denken, wodurch man die Sammlung der breiten Öffentlichkeit präsentieren wollte. Dass man dabei nicht alle Ausstellungsstücke auslagern konnte, beweist die Errichtung eines Neubaus, welcher im Jahre 1990 bis 1991 errichtet wurde. Hier fanden nun auch die größeren landwirtschaftlichen Geräte ihren neuen Platz und konnten in das Gesamtkonzept der Ausstellung integriert werden. Heute präsentiert sich die volkskundliche Sammlung auf knapp 500 m² den Besuchern, die mit einem umfangreichen Bestand an Materialien zur Haus- und Hofwirtschaft des Dorfes konfrontiert werden. Darunter finden sich Themen wie: Vorratshaltung, Ernährung, Milchwirtschaft, Wohnen, Wäschepflege, sowie historische Kleidung. Die Präsentation zu den Bereichen Spannvieh, Bodenbearbeitung und Getreideernte stellt dabei eine Besonderheit des Museums dar und bildet aufgrund ihres breiten Umfangs die größte landwirtschaftliche Ausstellung in Südniedersachsen.

### Katholische Pfarrkirche St. Blasius

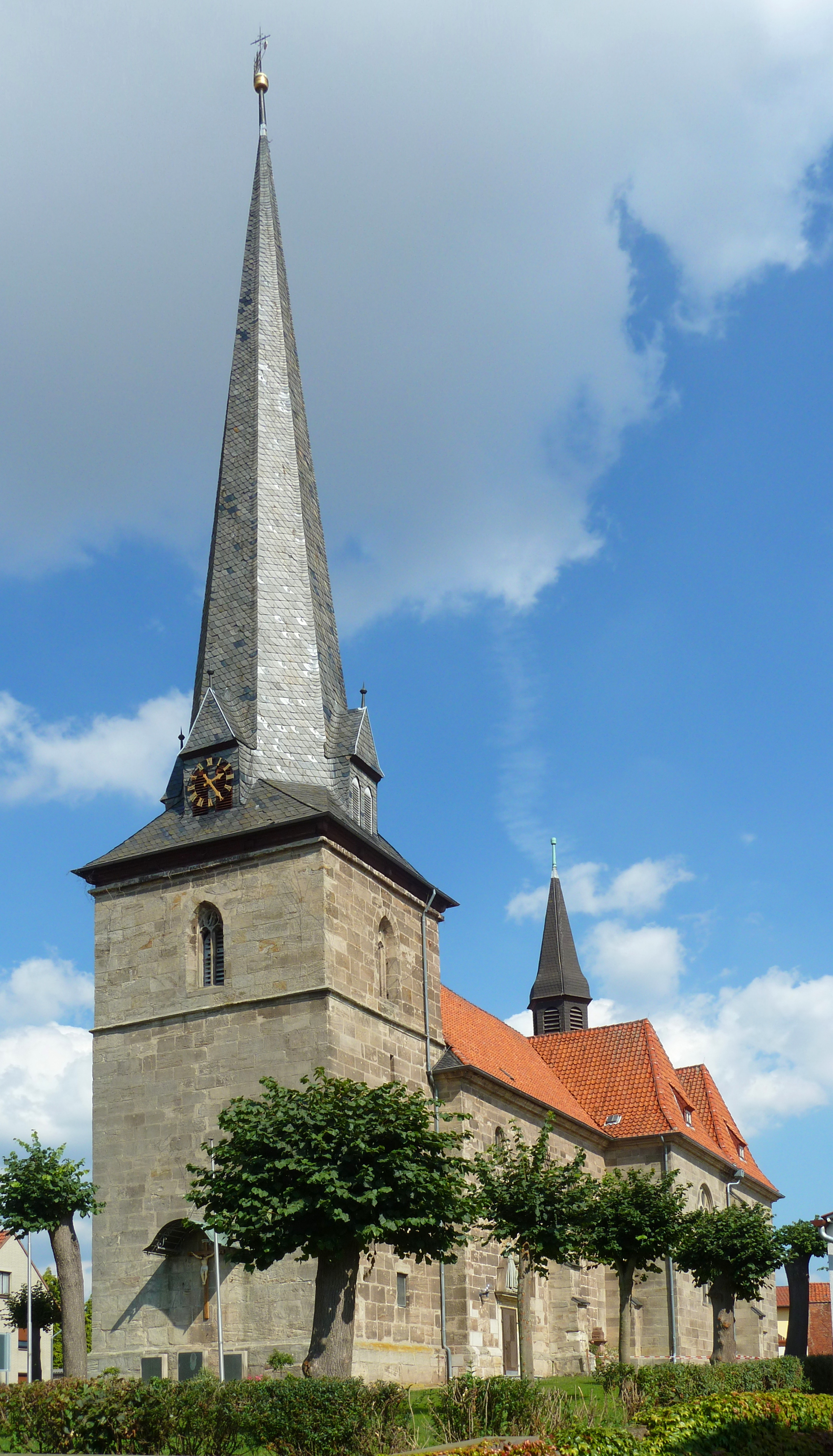
Kirche St. Blasius

Das Hauptmerkmal der Obernfelder Pfarrkirche ist die stilistische Ungleichmäßigkeit des Baukörpers, welcher in der Vergangenheit vielfache Veränderungen erfuhr. Da wurde zum einen das Langhaus, errichtet 1629 mit einer Länge von 14 m und einer Breite von 7,5 m, im Jahre 1721 um zwei Meter erhöht und eingewölbt. Weiterhin setzt sich der Baukörper der Kirche aus dem Querschiff des Jahres 1914 und dem Turm der gotischen Vorgängerkirche, die sich auf das Jahr 1448 datieren lässt, zusammen. Der obere Teil des 50 m hohen Turmes stammt dabei wiederum aus dem Jahre 1662. Am Südeingang der Kirche befindet sich eine Kopie der 1738 erstellten Christus-Figur des Hildesheimer Bildhauers Johannes Süßemann. Das Kreuzrippengewölbe aus der Barockzeit stellt sich in einer gotischen Form dar, was das typische Beharren an diesem Stil im Untereichsfeld verdeutlicht. 1912 bis 1914 fand eine Erweiterung des Langhauses statt, wobei es auf eine Länge von 16 m und eine Breite von 13 ausgebaut wurde. Beidseitig brachte man einen vorgelagerten Raum an, der mit zwei Dächern quer zum Hauptschiffdach und einem mittigen Dachreiter versehen wurde. Hierfür zeichneten der Hildesheimer Baurat Herzig sowie der Hannoversche Provinzialkonservator Siebern verantwortlich. Im Inneren der vorgelagerten Räume brachte man eine Holzbalkendecke an, auf der aufgemalte Buchstaben des Glaubensbekenntnisses zu sehen sind. Die Trennung vom Hauptschiff erfolgte durch Gurtbögen auf Doppelpfeilern. Einheimische Bildschnitzer fertigten die barocken Ausstattungsstücke der Kirche an. Dabei erstellte der Duderstädter Ernst Merten 1728 bis 1733 den Haupt- und Nebenaltar mit vor- und zurückspringenden Architekturteilen. Die Kanzel errichtete 1759 Jakob Schwedhelm mit reichem Rokokozierrat, während der Taufstein 1771 und die Beichtstühle im Jahre 1785 gebaut wurden. Beides stammte vom Duderstädter Meister Hellwig. Die farbigen Glasfenster von 1914 fertigte der Hannoveraner Hubert Henning an, der auch schon unter anderem an der Duderstädter Basilika St. Cyriakus tätig war.

## Wirtschaft und Infrastruktur

### Verkehr
Obernfeld liegt an der Bundesstraße 247 (Northeim – Duderstadt). Obernfeld hatte einen Bahnhaltepunkt an der inzwischen stillgelegten Bahnstrecke Leinefelde–Wulften.

## Persönlichkeiten
- Josef Nolte (1781–1863), Priester, Dechant und bischöflicher Kommissarius, geboren in Obernfeld
- Karl Wüstefeld (1857–1937), Rektor, Organist und Heimatforscher, geboren in Obernfeld
- Franz Kurth (1902–1995), Ehrenbürger der Gemeinde Obernfeld, Hauptlehrer, Organist und Heimatforscher, geboren in Bernshausen
- Alois Ehbrecht (1925–2016), Träger des Bundesverdienstkreuzes am Bande, Ehrenbürger der Gemeinde Obernfeld, Bürgermeister der Gemeinde Obernfeld von 1970–1991, Dipl. Bau-Ing./ Unternehmer
- Thomas Ehbrecht (* 1964), Landtagsabgeordneter, Unternehmer und Politiker